# Fearless Flyers
Fearless Flyers (originaltitel: Northern Comfort) är en komedifilm från 2023. Filmen är regisserad av Hafsteinn Gunnar Sigurðsson, som även skrivit manus tillsammans med Halldór Laxness Halldórsson och Tobias Munthe.
Filmen premiärvisades på South by Southwest den 12 mars 2023, och hade premiär i Storbritannien på Netflix den 12 februari 2024.

## Rollista
- Timothy Spall – Edward
- Lydia Leonard – Sarah
- Ella Rumpf – Coco
- Sverrir Gudnason – Alphons
- Simon Manyonda – Charles
- Björn Hlynur Haraldsson – Dries
- Rob Delaney – Ralph
- Emun Elliott – Tom
- Gina Bramhill – Liz